# Гонохово (Каменский район)
Гонохово — село в Каменском районе Алтайского края России. Административный центр Гоноховского сельсовета.

## География
Село находится в северной части Алтайского края, к югу от реки Оби, на расстоянии примерно 17 километров (по прямой) к юго-востоку от города Камень-на-Оби, административного центра района. В окрестностях села находятся озёра: Гонохово, Мочище и Налимное.
Климат континентальный, средняя температура января составляет −19,7 °C, июля — 18,9 °C. Годовое количество атмосферных осадков — 360 мм.

## История
Основано в 1721 году. В 1928 году состояло из 464 хозяйств, основное население — русские. Центр Гоноховского сельсовета Каменского района Каменского округа Сибирского края.

## Население
| 1926 | 1997 | 1998  | 1999 | 2000 | 2001 | 2002 |
| ---- | ---- | ----- | ---- | ---- | ---- | ---- |
| 2274 | ↘996 | ↗1007 | ↘985 | ↘951 | ↘930 | ↗940 |
| 2003 | 2004 | 2005  | 2006 | 2007 | 2008 | 2009 |
| ↗962 | ↘931 | ↘882  | ↗886 | ↘871 | ↘850 | ↘807 |
| 2010 | 2011 | 2012  | 2013 |      |      |      |
| ↘738 | ↘736 | ↘716  | ↗731 |      |      |      |

Согласно результатам переписи 2002 года, в национальной структуре населения русские составляли 94 %.

## Инфраструктура
В селе функционируют средняя общеобразовательная школа, детский сад, амбулатория, дом досуга, библиотека, отделение Почты России, филиал Каменского отделения Сбербанка и АТС.

## Достопримечательности
В Гонохово находится мемориальный комплекс воинам, погибшим в годы Великой Отечественной войны (1941—1945 гг.).

## Улицы
Уличная сеть села состоит из 8 улиц и 1 переулка.